# Unbreakable (Janet Jackson)
Unbreakable is het elfde studio-album van de Amerikaanse zangeres Janet Jackson. Het album is de opvolger van Discipline, dat in 2008 uitkwam, zeven jaar na haar vorige album. Voor Unbreakable dook Janet de studio in met haar oude productieteam bestaande uit Jimmy Jam & Terry Lewis met wie ze eerder de albums Control, Rhythm Nation, janet., The Velvet Rope, All for You, Damita Jo en 20 Y.O. opnam.
Nadat Janet jarenlang geen nieuw album had opgenomen en voornamelijk bezig was met andere projecten, vroegen haar fans steeds nadrukkelijker om nieuwe muziek. Onder andere via social media werd door fans een vermissingsposter gemaakt met daarop informatie over de zangeres. In april 2015 deelde ze zelf deze poster met een kleine extra tekst daarbij. Een maand later kondigde Janet via een kort filmpje haar comeback aan met, zoals ze zelf zei, 'new music, new world tour, a new movement'. In de zomer werd er meer bekend over het nieuwe album, dat in eerste instantie onder de werktitel "Conversations In A Cafe" werd gepromoot. Later zou blijken dat deze tekst in het nummer "Dammn Baby" verstopt zit.
Op 22 juni kwam de eerste single van het nieuwe album uit, genaamd No Sleeep. Op de eerste versie was alleen Janet te horen, maar zowel op de albumversie als de videoclip is ook rap te horen van de Amerikaanse rapper J. Cole. Een paar weken later werd bekendgemaakt dat het album de titel "Unbreakable" zou krijgen en dat de plaat wereldwijd op 2 oktober zou worden uitgebracht. In dezelfde periode werden de eerste data van de bijbehorende The Unbreakable World Tour bekendgemaakt, die op 31 augustus zou worden afgetrapt in Canada. 
Op 2 oktober kwam "Unbreakable" uit, en de week daarna stond het al op nummer 1 in de Amerikaanse albumlijst. Jackson brak daarbij een record door in verschillende decennia met studioalbums de eerste plaats van die albumlijst te bereiken. In Nederland kwam het album binnen op nummer 12, en daarmee werd het haar hoogste binnenkomer sinds All for You uit 2001. Het album bevat 17 nummers. In maart 2016 werd het album op elpee uitgebracht. In mei 2016 werd de tweede internationale single van het album uitgebracht, Dammn Baby. De bijbehorende videoclip zou haar eerste dansvideo worden in zo'n zeven jaar. In verband met de zwangerschap van Janet werd verdere promotie van het Unbreakable album tijdelijk stilgelegd.
Wereldwijd waren recensenten erg te spreken over het nieuwe album. Het werd gezien als het beste werk van de zangeres sinds The Velvet Rope.